# Berijev A-40
Berijev A-40 Albatros (také Be-42, v kódu NATO "Mermaid") je sovětský, resp. ruský obojživelný dopravní a vojenský létající člun z druhé poloviny osmdesátých let 20. století. Vzlet prvního prototypu z pevné plochy se uskutečnil v roce 1986, vzlet z vodní plochy o rok později. Roku 1991 se letoun účastnil výstavy na aerosalonu v Paříži. Letoun byl navržen jako náhrada za stroje Berijev Be-12 a také Iljušin Il-38, ale kvůli rozpadu SSSR byl projekt zastaven a vyroben byl pouze jeden prototyp; druhý byl ze 70 % dokončen. Nedávné[kdy?] zprávy naznačují, že projekt byl oživen a ruské námořnictvo několik letounů objednalo.

## Verze letounu
- A-40 - základní verze
- A-40M - modernizovaná verze
- A-40P (Be-40P) - pasažérský typ pro 105 cestujících
- A-40PT (Be-40PT) - kombinovaný nákladní a pasažérský typ
- A-42 (Be-42) - průzkumná a záchranná verze

## Specifikace (A-40)

### Technické údaje
- Osádka: 4–8 (dle typu)
- Rozpětí: 42,50 m
- Délka: 45,7 m
- Výška: 11,7 m
- Nosná plocha: 200 m²

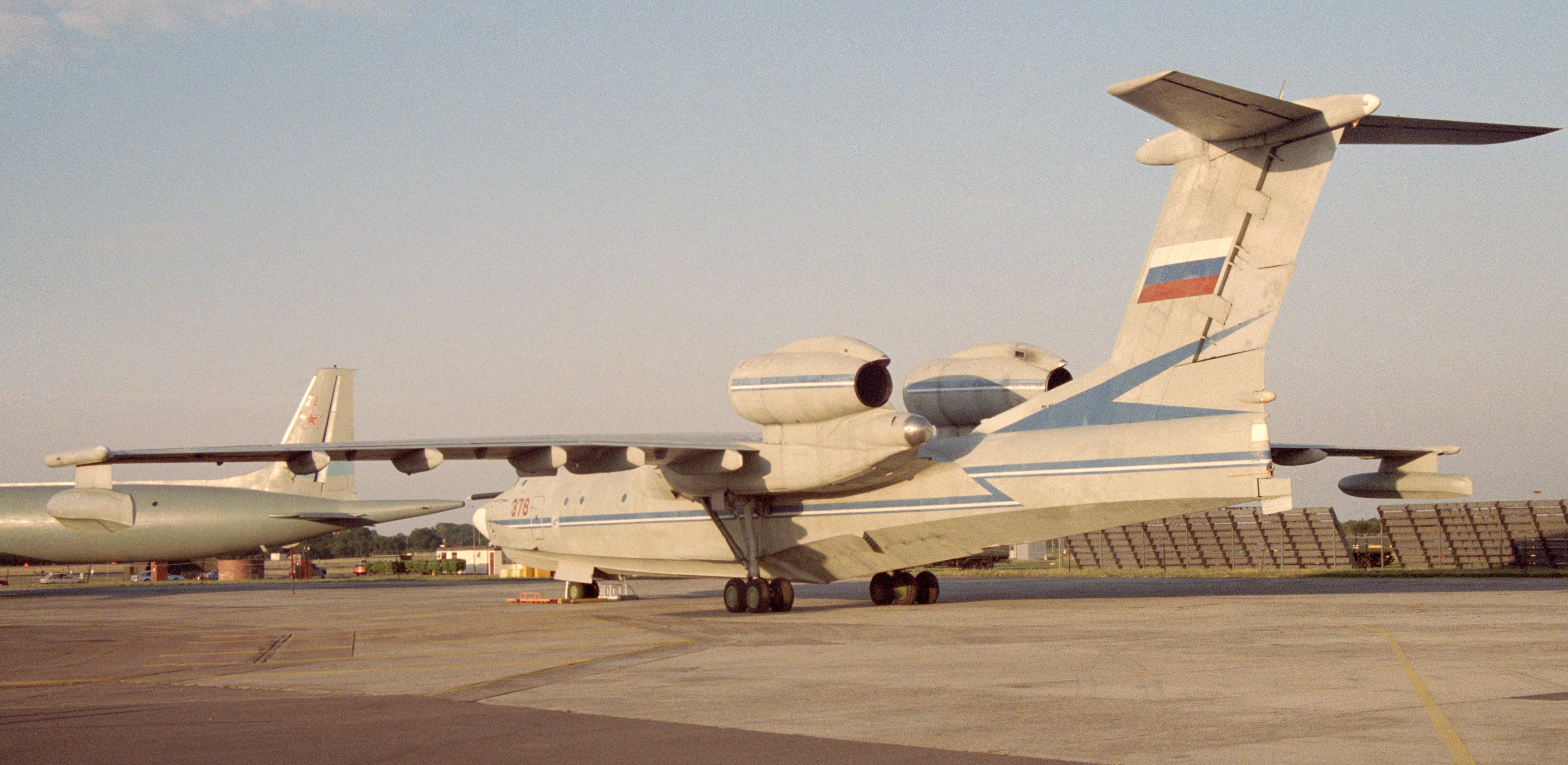
Berijev A-40 v roce 1996 na základně RAF ve Fairfordu

- Hmotnost prázdného letounu: 44 000 kg
- Max. vzletová hmotnost: 90 000 kg
- Pohonná jednotka: 2 × dvouproudový motor Aviadvigatěl D-30TKPV + 2 × pomocný motor TRD Klimov RD-60K

### Výkony
- Maximální rychlost: 800 km/h
- Cestovní rychlost: 720 km/h
- Dostup: 13000 m
- Dolet: 5500 km

### Výzbroj (vojenská verze)
- Pumy, torpéda nebo miny do hmotnosti 6 500 kg